# Meritré

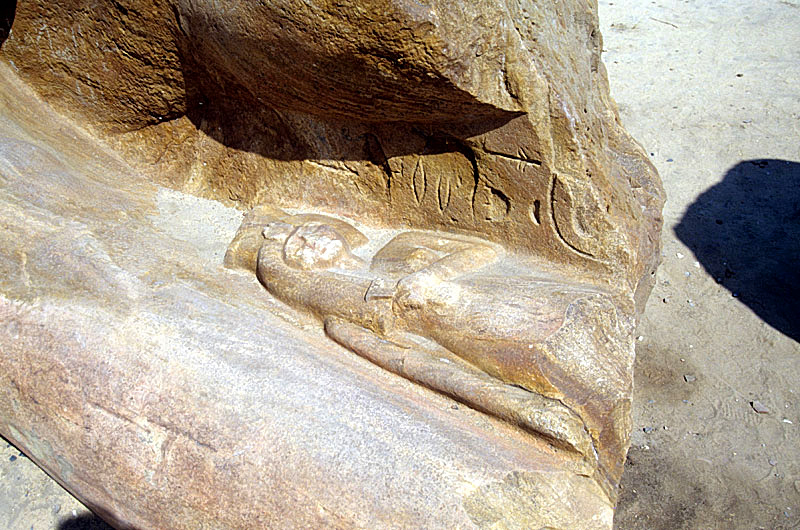
A Princesa Meritré, esculpida na parte inferior do colosso de

Meritré (Merytre) era filha e esposa do antigo rei egípcio Ramessés II. Ela é até agora conhecida apenas por uma estátua colossal do rei que foi encontrada em Tânis. Lá, ela é mostrada como uma pequena figura entre as pernas do rei. A legenda parcialmente destruída diz a amada filha do rei, a esposa do rei Meritré. A Grande Esposa Real Bintanate também está representada na estátua (como um relevo de um lado). Meritré pode ter-se casado com o rei mais ou menos na mesma época em que Bintanate se casou, ou seja, entre o 34º e o 42º ano do reinado de Ramessés II.